# Ágios Loukás
Ágios Loukás är en ort i Grekland.   Den ligger i prefekturen Nomós Péllis och regionen Mellersta Makedonien, i den norra delen av landet, 300 km norr om huvudstaden Aten. Ágios Loukás ligger 9 meter över havet och antalet invånare är 1 665.
Terrängen runt Ágios Loukás är mycket platt. Runt Ágios Loukás är det ganska tätbefolkat, med 134 invånare per kvadratkilometer. Närmaste större samhälle är Giannitsá, 12,5 km nordost om Ágios Loukás. Trakten runt Ágios Loukás består till största delen av jordbruksmark.